# ناکاملی بلوری
بلورهای جامدات کامل نیستند یعنی دارای عیوب شبکه کریستالی (Crystal defects) می‌باشند. از نظر کریستالوگرافی، کریستالی که دارای ساختمان شبکه‌ای کاملاً منظم از تکرار سلول واحد باشد، کریستال ایده‌آل نامیده می‌شود و منظور از عیوب بلوری، بی نظمی شبکه‌ای است که ابعاد آن در محدوده قطر اتمی می‌باشد. در طبیعت ماده‌ای که تمام بلورهای آن بی نقص باشند وجود ندارد و همچنین خواص فیزیکی و مکانیکی برخی مواد به شدت تحت تأثیر حضور عیوب می‌باشد به‌طوری که این عیوب در پلاستیسیته، استحکام فلزات، هدایت الکتریکی نیمه رسانا، پس ماند مغناطیسی، مغناطیس‌های دائمی، هدایت الکتریکی فوق رسانا، استحکام در مقابل درجه حرارت‌های بالا، قابلیت هدایت حرارتی مواد سرامیکی کریستالی در درجه حرارت‌های پایین تأثیر قابل توجهی دارند و همچنین یکی از مهم‌ترین دلایل استحکام، وجود نواقص (Defects) در ساختمان کریستالی تلقی می‌شود که البته این اثر همیشه مضر نیست و برخی ویژگی‌های خاص ماده اغلب به صورت عمدی و با استفاده از وارد کردن مقادیر کنترل شده از عیوب خاص ایجاد می‌گردند.
عیوب کریستالی بر اساس شکل قرارگیری عیوب (روی نقطه، خط، صفحه یا حجم) به چهار دسته تقسیم می‌شوند:
- عیوب نقطه ای یا بدون بعد (Point defects): این دسته عیوب تنها باعث اخلال در نظم کریستالی در یک یا دو موقعیت اتمی می‌شوند.
- عیوب خطی یا تک بعدی (Line defects): این دسته عیوب باعث اخلال در نظم کریستالی در یک مسیر می‌شوند.
- عیوب سطحی یا دو بعدی (Surface defects): این دسته عیوب باعث اخلال در نظم کریستالی در یک رویه یا صفحه می‌شوند.
- عیوب حجمی (Volume defects): این دسته عیوب باعث اخلال در نظم کریستالی در یک حجم می‌شوند.

## عیوب نقطه‌ای

انواع عیوب نقطه‌ای

عیوب نقطه ای (Point defects) به دسته‌ای از عیوب بلوری گفته می‌شود که بسته به ماهیتشان منجر به وجود آمدن نقص در تعداد متناهی و کوچک اتم در شبکه بلوری می‌شوند و در هیچ جهت مختصات منتشر نشده‌اند. بنابر دلایل تاریخی عیوب نقطه‌ای در کریستال‌های یونی مرکز (Center) نامیده می‌شوند.
- نقص جای‌خالی (Vacancy defect)

اگر یک اتم در محل خود در ساختمان بلوری حضور نداشته باشد نقص جای‌خالی (تهی‌جایی) نامیده می‌شود که ساده‌ترین و مهم‌ترین عیب نقطه‌ای می‌باشد. چنین عیوبی می‌توانند در مواقع انجماد، تغییر شکل دادن، اشعه دادن با انرژی زیاد یا در درجه حرارت‌های بالا به وجود بیایند. وجود نقص جای‌خالی منجر به نزدیک شدن اتم‌های اطراف جای‌خالی می‌شود و نظم اتمی اندکی به هم می‌ریزد و همچنین باعث افزایش انتروپی (Entropy) بلور می‌گردد.
- نقص بین‌نشینی (Interstitial defect)

یک خود بین‌نشین اتمی از بلور است که یک مکان بین‌نشین (یک حفره کوچک که تحت شرایط معمولی اشغال نشده‌است) را پر کرده‌است این عیب بیشتر در شبکه‌هایی با ضریب تراکم پایین دیده می‌شود شرط اولیه برای قرار گرفتن یک اتم ثالث به صورت بین‌نشین در بین اتم‌های شبکه اصلی به اندازه کافی کوچکتر بودن شعاع اتمی آن از اتم‌های اصلی شبکه است. در فلزات، یک خود بین‌نشین باعث ایجاد اعوجات شدید در اطراف خود می‌گردد زیرا اندازه این اتم متفاوت از موقعیت بین نشینی است که در آن قرار گرفته‌است اختلاف اندازه اتمی ذکر شده منجر به ایجاد تنش فشاری در مکان نقص می‌شود و انرژی محرکی نفوذ را افزایش می‌دهد در نتیجه این عیب در غلظت‌های بسیار کمی وجود دارد که بسیار کمتر از جای خالی است. کاربرد مهم این عیب در آلیاژ سازی است مانند آلیاژ فولاد.
- نقص جانشینی (Substitutional defect)

در این حالت اتم‌های ناخالصی یا حل شونده جایگزین اتم‌های میزبان می‌شوند که اختلاف بین اندازه‌های اتمی که سبب اعوجاج در شبکه بلوری می‌شود و نظم اتمی به هم می‌ریزد اگر اندازه اتمی اتم جانشین بزرگتر از اندازه اتمی اتم حلال باشد تنش فشاری ایجاد می‌شود و اگر اندازه اتمی اتم جانشین کوچکتر از اندازه اتمی اتم حلال باشد، تنش کششی ایجاد می‌شود. کاربرد این عیب در آلیاژ سازی مانند برنج (مس+روی) است. در هر صورت بر انرژی محرکه نفوذ اتم جانشین افزوده می‌شود یعنی حرکت اتم جانشین راحت‌تر می‌شود. (شرایطی در مورد اتم‌های حل شونده و حلال وجود دارد که تعیین‌کننده میزان حل شوندگی اتم‌های حل شونده در اتم‌های حلال است)
- عیوب نقطه‌ای در سرامیک‌ها (Imperfections in Ceramics)

عیوب نقطه‌ای می‌توانند در ترکیبات سرامیکی هم وجود داشته باشد همانند فلزات حضور جاهای خالی و بین نشین‌ها در سرامیک‌ها نیز ممکن است.
عبارت ساختمان عیب برای مشخص کردن انواع و غلظت‌های عیوب اتمی در سرامیک‌ها استفاده می‌شود از آنجا که اتم‌ها به صورت یون‌های باردار موجود می‌باشند، به هنگام در نظر گرفتن عیب شرایط الکترو خنثایی(Charge balance) باید رعایت شود یعنی تعداد مساوی از بارهای مثبت و منفی یونی وجود داشته باشد.
1. عیب نقطه‌ای فرانکل (Frenkel defect): نقص فرنکل هنگامی که یک کاتیون موقعیت عادی خود را ترک کرده و به یک مکان بین نشینی برود ایجاد می‌شود (یک آنیون نمی‌تواند به مکان بین نشینی برود به دلیل بزرگتر بودن حجمش) که شامل یک جفت جای خالی کاتیونی و بین نشینی کاتیونی است که البته در چگالی تأثیری ندارد.
2. عیب نقطه‌ای شاتکی (Schottky defect):   این عیب در اثر حرکت یک کاتیون و آنیون از داخل بلور و سپس قرار گرفتن هر دوی آن‌ها در یک سطح خارجی ایجاد شود که می‌تواند بدین طریق به وجود بیاید که یک اتم باردار شبکه به وسیله یک اتم با بار (ظرفیت) کمتر یا بیشتر جایگزین شود.

ساختارهای کریستالی با شبکه متراکم عیوب جای‌خالی شاتکی بیشتری نسبت به عیوب بین‌نشینی و فرنکل دارد زیرا برای انتقال اتم‌های جدید به درون محل‌های جدید انرژی زیادتری لازم است و همچنین تعداد تعادلی عیوب فرانکل و شاتکی به دما وابسته بوده و با آن افزایش می‌یابد که این افزایش شبیه به افزایش تعداد جاهای خالی در فلزات است. عیوب فرنکل و شاتکی نقش به سزایی در ایجاد مواد با کاربردهای گسترده الکترونیکی ایفا می‌کنند؛ مثلاً با افزایش این عیوب رسانایی الکتریکی نیز افزایش می‌یابد. بدین صورت که می‌توان با افزودن موادی (به عنوان مثال فسفر یا آلومینیوم) و ورود آن‌ها به ساختار کریستالی این سرامیک‌ها و جای‌گیری مناسب آن‌ها در حفرات و فضاهای خالی ناشی از عیوب فرنکل و شاتکی در ساخت ترانزیستور‌ها و نیمه هادی‌ها و ساختار P-N-P یا N-P-N از آن‌ها بهره برد.

## عیوب خطی
- نابجایی‌ها (Dislocations)

نمایی شماتیک از یک نابه‌جایی لبه‌ای

نابه‌جایی یک عیب کریستالی خطی (Line defects) است که اتم‌های اطراف آن به صورت ناموزون آرایش گرفته‌اند. این عیب خطی به حالت‌های مختلفی می‌تواند وجود داشته باشد.
حالت اول به صورت یک بخش اضافی یا یک نیم صفحه از اتم‌ها که لبه آن در بلور خاتمه می‌یابد یا به عبارتی انتهای یک نیم صفحه اتمی اضافی که بین دو صفحه اتمی از یک شبکه قرار گرفته، می‌باشد که به این نوع نابجایی لبه‌ای(Edge Dislocation) می‌گویند.
حالت دوم، نابه‌جایی پیچی (Screw Dislocation) است که دو قسمت از یک شبکه کریستالی در جهت مخالف بر روی یکدیگر لغزیده است به‌طوری که این لغزش تنها بر روی یک صفحه در جهت موازی خط نابجایی به اندازه یک فاصله اتمی انجام گرفته که توسط تنش برشی اعمالی ایجاد می‌گردد.
بسیاری از نابه‌جاییهای موجود در مواد بلوری به صورت کاملاً لبه‌ای یا پیچی نبوده و رفتار مختلطی از هر دو نوع نابه‌جایی را به نمایش می‌گذارند که به این نوع نابه‌جایی‌ها، نابه‌جایی‌های مختلط (Mixed Dislocation) می‌گویند. مقدار و جهت اعوجاج شبکه‌ای ناشی از حضور یک نابه‌جایی بر حسب بردار برگرز بیان می‌شود و همچنین ماهیت یک نابجایی توسط جهات نسبی خط نابجایی و بردار برگرز تعیین می‌گردد. واقعیت آن است که تمامی مواد بلوری حاوی تعدادی نابجایی هستند که در حین انجماد تغییر شکل پلاستیکی یا در اثر تنش‌های حرارتی ناشی از سرمایش سریع ایجاد شده‌اند. نابجایی به هنگام تغییر شکل پلاستیکی مواد بلوری شامل فلزات و سرامیک تولید می‌شوند نابجایی‌ها در مواد پلی مری هم دیده شده‌است.

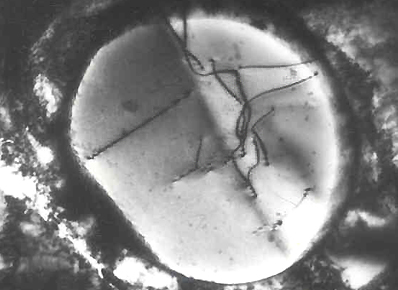
TEM micrograph dislocations precipitate stainless steel 2

حرکت نابجایی هاست که باعث خاصیت پلاستیسیته می‌شود و هر چقدر حرکت نابجایی‌ها را مختل کنیم (به روش‌هایی مانند ایجاد رسوب و …) استحکام فلزمان بالاتر می‌رود وفلزمان شکننده تر می‌شود.
در یک نابجایی لبه‌ای، خط نابجایی و بردار برگرز برهم عمود بوده و در نابجایی پیچی، با هم موازی هستند و در مختلط خط نابجایی و بردار برگرز با یکدیگر زاویه ای غیر از صفر و نود دارند. همچنین گرچه جهت و ماهیت نابجایی در بلور تغییر می‌کند اما بردار برگرز در تمام نقاط موجود بر خط خود یکسان باقی می‌ماند، برای مواد فلزی، بردار برگرز یک نابجایی در جهت کریستالو گرافی متراکم بلور قرار گرفته و مقدارش برابر با فاصله بین اتمی خواهد بود.
تغییر شکل پلاستیک در اکثر مواد بلوری توسط حرکت نابجایی صورت می‌گیرد. بردار برگرز جزئی از تئوریی است که برای توضیح این نوع تغییر شکل توسعه یافته‌است. نابجایی‌ها تنها عیبی در ساختار کریستالی هستند که قابلیت حرکت را دارند به همین خاطر بردار برگرز اندازه و جهت دارد. نابجایی‌ها را می‌توان در مواد بلوری و با استفاده از روش‌های میکروسکوپ نوری مشاهده کرد.

## عیوب سطحی
عیوب سطحی(Surface defects) در یک صفحه مشخص و در دو بعد هستند و شامل سطوح خارجی، مرز دانه‌ها، مرز دوقلویی، نقص در چینش و مرزهای فازی هستند که ۴ مورد اصلی بررسی می‌شود.
- سطوح خارجی(Material surface)

مرزی است که در سطح خارجی است که امتداد آن در ساختمان بلوری خاتمه می‌یابد. ممکن است که این سطح حاوی شکاف باشد و اتم‌های سطحی با حداکثر تعداد نزدیکترین اتم‌های همسایه پیوند نداشته و در سطح انرژی بالاتری نسبت به اتم‌های مناطق داخلی بلور قرار داشته باشند؛ که این عیوب سطوح خارجی خود انواعی دارد که عبارتند از جای خالی، پله‌ای، پیچ خوردگی، شکاف و لبه‌ای.
این خاصیت در کاتالیزورها بسیار مفید است چون باعث افزایش سطح تماس می‌شود و سطوح خارجی نیز در سطح انرژی بالاتری قرار دارند.
- مرز دانه (Grain Boundaries)

این عیب دو دانه یا بلور کوچک، که دارای خواص کریستالوگرافی مختلف در یک ماده چند بلوری می‌باشند را از یکدیگر جدا می‌کند یعنی در مواد چند بلوری تعداد زیادی دانه با جهات کریستالی مختلف می‌باشد که هر یک توسط مرز دانه‌ها از یکدیگر جدا شده‌است که البته این عدم تطابق کریستالوگرافی زاویه و درجات مختلفی دارد و چند نوع دارد که نوع اول بر اثر اختلاف زاویه بین دو کریستال به وجود می‌آید و فضایی به ضخامت دو تا پنج اتم در بین کریستال خالی می‌ماند و در نوع دوم جهت‌گیری کریستال‌ها متفاوت است و شامل دو نابجایی پیچی می‌شود. این عیب نقش مهمی در تعیین خواص فلز، بازی می‌کنند. به عنوان مثال در دماهای پایین، مرزدانه‌ها به قدر کافی مستحکم هستند و باعث تضعیف فلز نمی‌شوند.
هر چه مرزهای دانه کوچکتر باشند تعدادشان افزایش می‌یابد و موانع بیشتری برای حرکت نابجایی‌ها به وجود می‌آید و استحکام تسلیم(yield) افزایش می‌یابد.
- نقص در چینش(Stacking Faults)

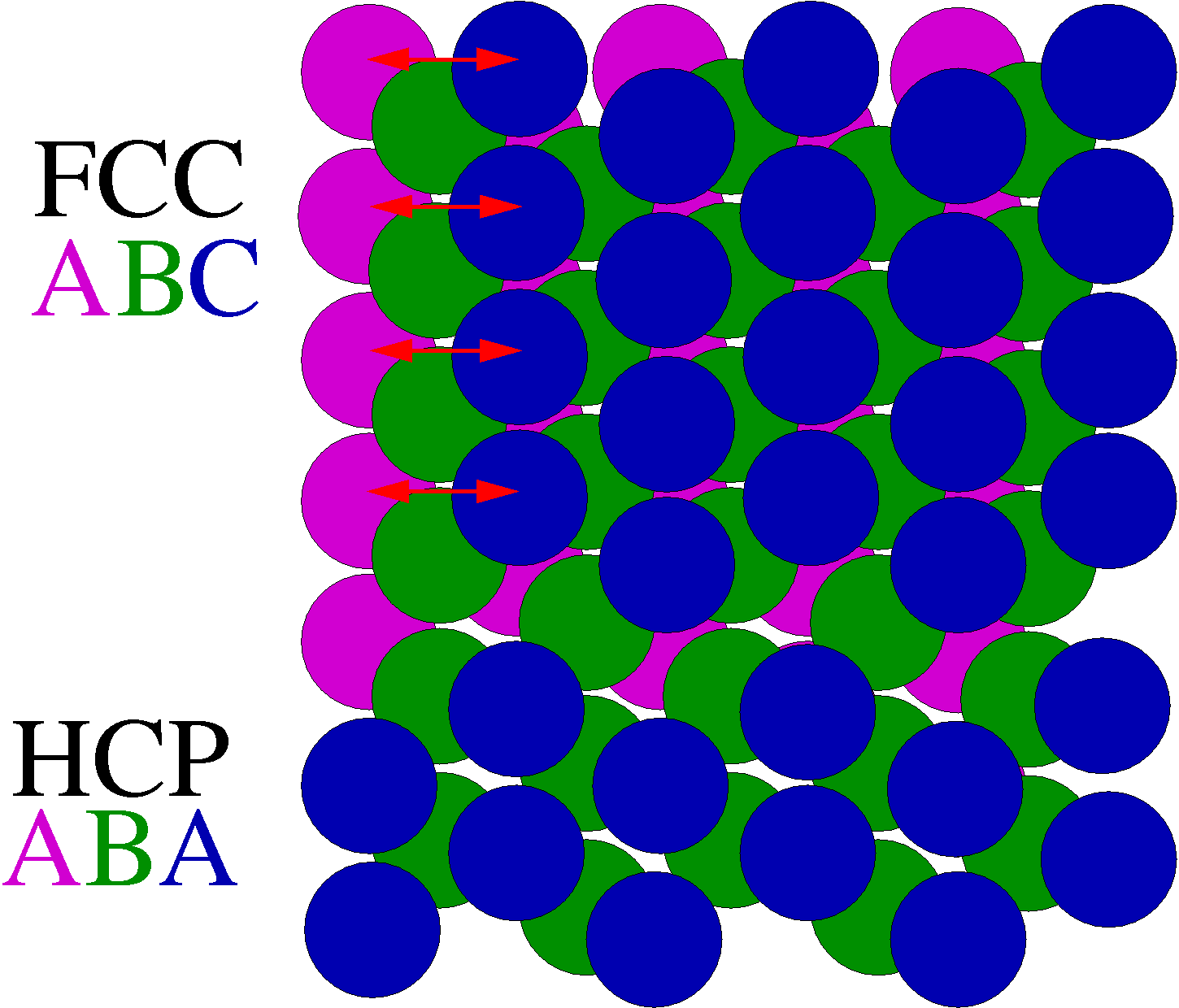
Schema fcc hcp

عیوب نقص در چینش از قرار گرفتن بدون نظم و ترتیب صفحات اتمی بر روی یکدیگر به وجود می‌آید بدین ترتیب که در قسمتی از کریستال یکی از لایه‌ها وجود ندارد که اغلب در فلزات FCC رخ می‌دهد برای مثال در سیستم هگزاگونال متراکم تکرار صفحات به صورت ABBABAB در می‌آید. در صورتی که تکرار عادی لایه‌ها به صورت ABABABAB است یا در سیستم مکعب با وجوه مرکزدار با وجود این عیب تکرار صفحات اتمی به صورت ABCBCABC در می‌آید در صورتی که تکرار منظم لایه‌های اتمی در این نوع سیستم به صورت ABCABCABC است همان‌طور که مشاهده می‌کنید در هر دو حالت فوق صفحه اتمی A در قسمتی از کریستال وجود ندارد که باعث می‌شود ساختار HCP تشکیل شود که به وسیله لیز خوردن صفحات FCC به وجود آمده است.
نتایج حاصل از عیب نقص در چیده شدن صفحات اتمی عبارتند از: تغییر ناگهانی خواص فیزیکی و مکانیکی در محل نقص، تغییر خواص مغناطیسی در نواحی مختلف، افزایش استحکام ماده به دلیل جلوگیری ازلغزش صفحات اتمی.
- مرزهای دوقلویی(Twin Boundaries)

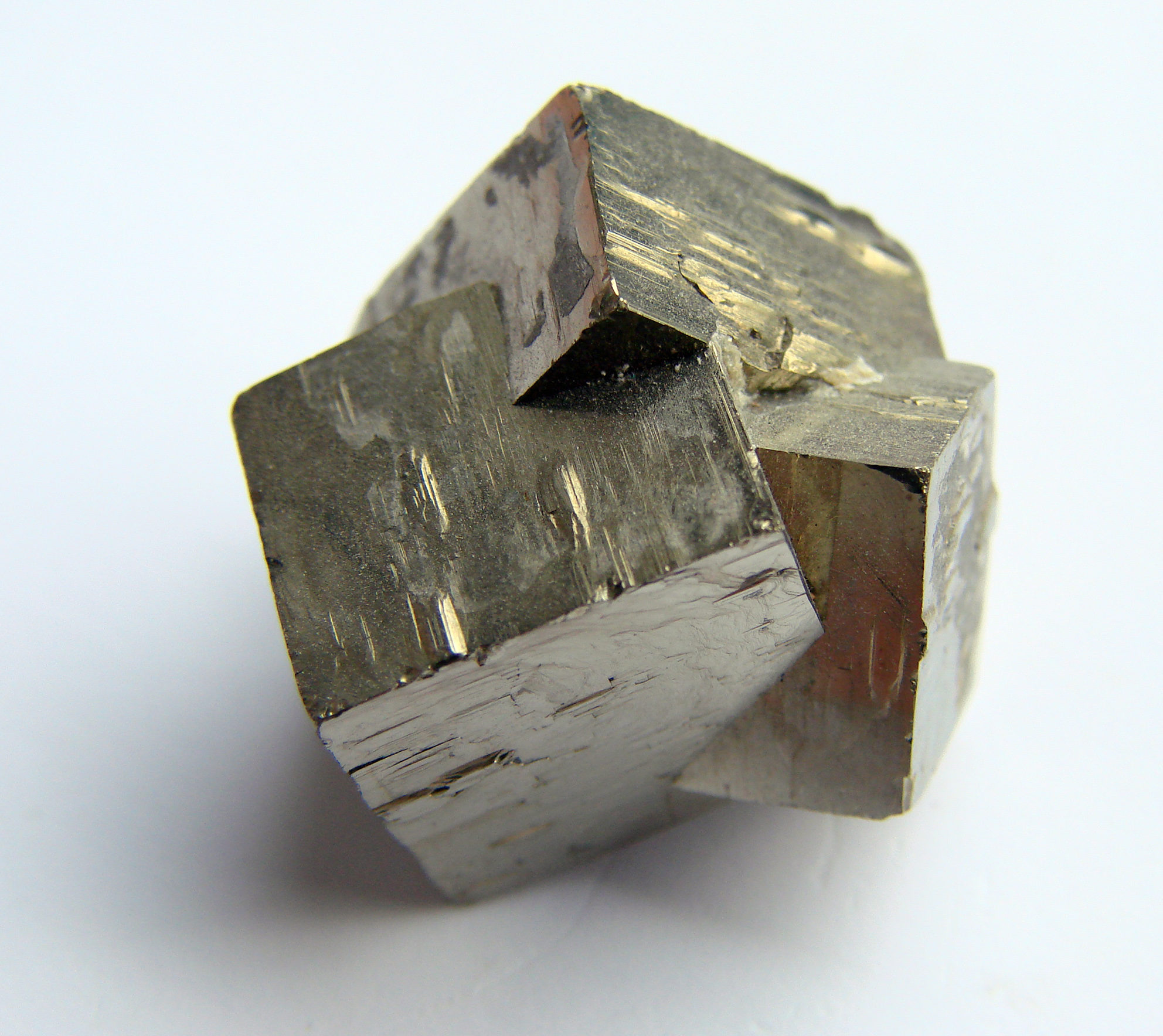
مرزهای دوقلویی باعث تغییر شکل در یک کریستال شده است

در مرزهای دوقلویی تقارن شبکه‌ای آینه‌ای مخصوصی به چشم می‌خورد که هنگامی به وجود می‌آید که یک نیروی برشی مکانیکی که در طول مرز دوقلویی است وارد شود و باعث جابجایی اتمی می‌شود و در بعضی از مواد خاص در عملیات حرارتی آنیل پس از تغییر شکل در فلزاتی که تقارن کمی دارند نیز ایجاد می‌گردند.
مرز دوقلویی به وسیله لیز خوردن به وجود می‌آید و استحکام را افزایش می‌دهد حرکت دوقلویی‌ها باعث تغییر شکل پلاستیک فلز می‌شود و همچنین به علت انرژی بالاتر نسبت به درون دانه مساعد برای فعل وانفعال شیمیایی است.

## عیوب حجمی یا بالکی
معمولاً ترتیب مربوط به دو دانه مجاور نامشخص بوده و تشکیل مرز دانه مربوط به آن‌ها می‌تواند نامنظم باشد که عیب حجمی (Volume defects) تلقی می‌گردد، این عیوب بسیار بزرگتر از عیوب مطرح شده هستند که شامل فضاهای خالی میکروسکوپی و ماکروسکوپی (مانند حفره‌های انقباضی کوچک داخلی، حفره‌های ریز سطحی که در اثر خروج گاز پدید می‌آید، حفره‌ها، ترک‌ها، آخال‌های خارجی و سایر فاز هاست؛ که معمولاً در مراحل فرآوری و تولید ایجاد می‌گردند مثلاً یکی از عیوب حجمی آمورف‌ها هستند که به دلیل سرد شدن سریع مایع نمی‌تواند ساختار کریستالی منظم تشکیل دهد و از عیوب حجمی به حساب می‌آیند.

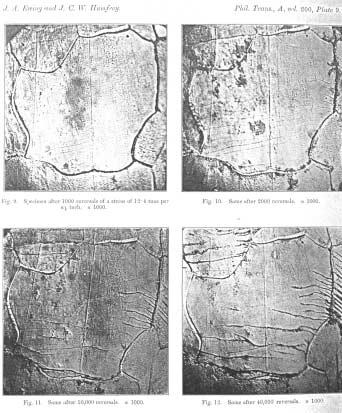
Ewing and Humfrey fatigue cracks

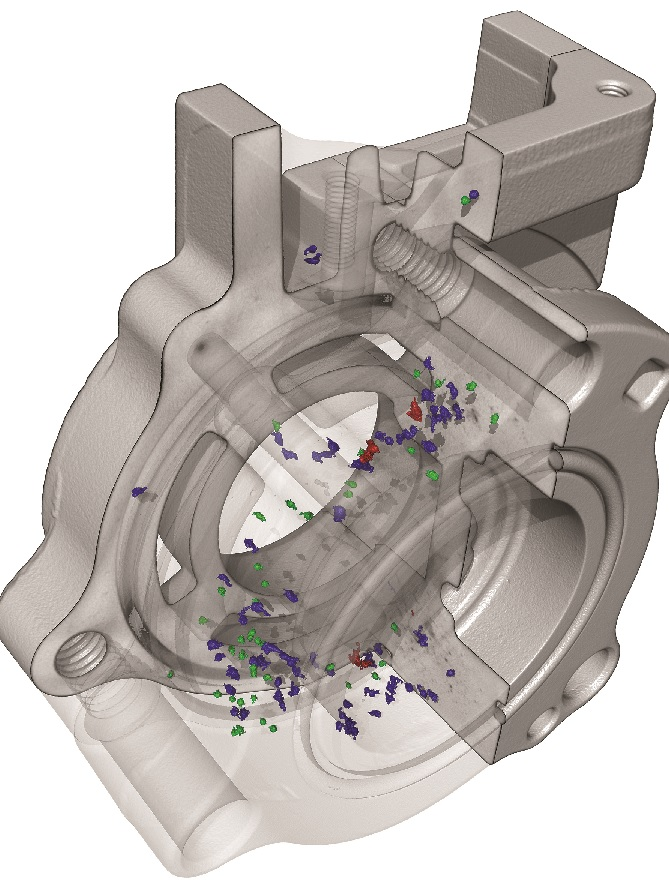
حفره‌ها در یک قطعه فلزی که با رنگ دیگری مشخص شده